# Giovanni Poleni
Giovanni Poleni (Venecia, alrededor de 1683 - Padua, noviembre de 1761) fue un físico-matemático y anticuario veneciano. 
Fue nombrado profesor en la Universidad de Padua de física en 1715 y de matemáticas en 1719. También fue el primero en construir un reloj calculadora de madera en 1709; pero lo destruyó después de escuchar que Antonius Braun había recibido 10.000 monedas por una máquina de su propio diseño para el emperador Carlos VI de Austria. Aun así, describió su maquinaria en su  Miscellanea en 1709, también descrito por Jacob Leupold en su  Theatrum Machinarum Generale ("la teoría General de las máquinas") en 1727. 
Como experto en Ingeniería hidráulica fue encargado por el Senado veneciano para hacer las construcciones necesarias para prevenir inundaciones en Venecia y por el Papa Benedicto XIV en Roma en 1748 para examinar la cúpula de la Basílica de San Pedro y dirigir las reparaciones.  En 1710 fue elegido miembro de la Royal Society, y en 1739 de la Academia de las Ciencias francesa.
Poleni también fue mecenas del violinista Giuseppe Tartini y publicó tratados sobre arquitectura romana antigua.
Además, Poleni fue el primer científico en corroborar los análisis estructurales llevados a cabo por Robert Hooke. Dichos análisis fueron en torno ￼a la geometría óptima para arcos que sostienen su propio peso; también para cúpulas que solo deben sostenerse a sí mismas.

## Obras
- Miscellanea, Venice, 1709;

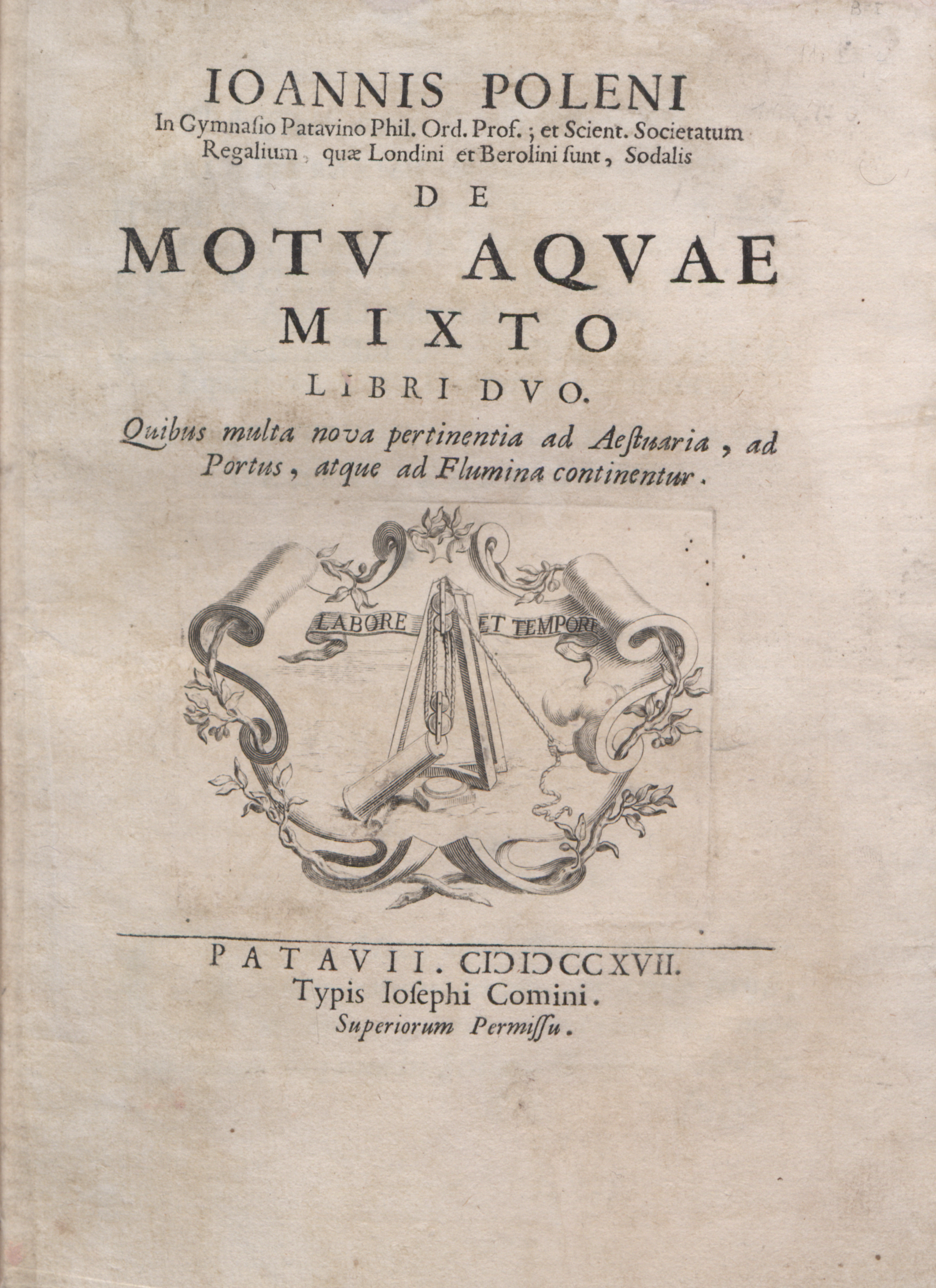
De motu aquae (1717)

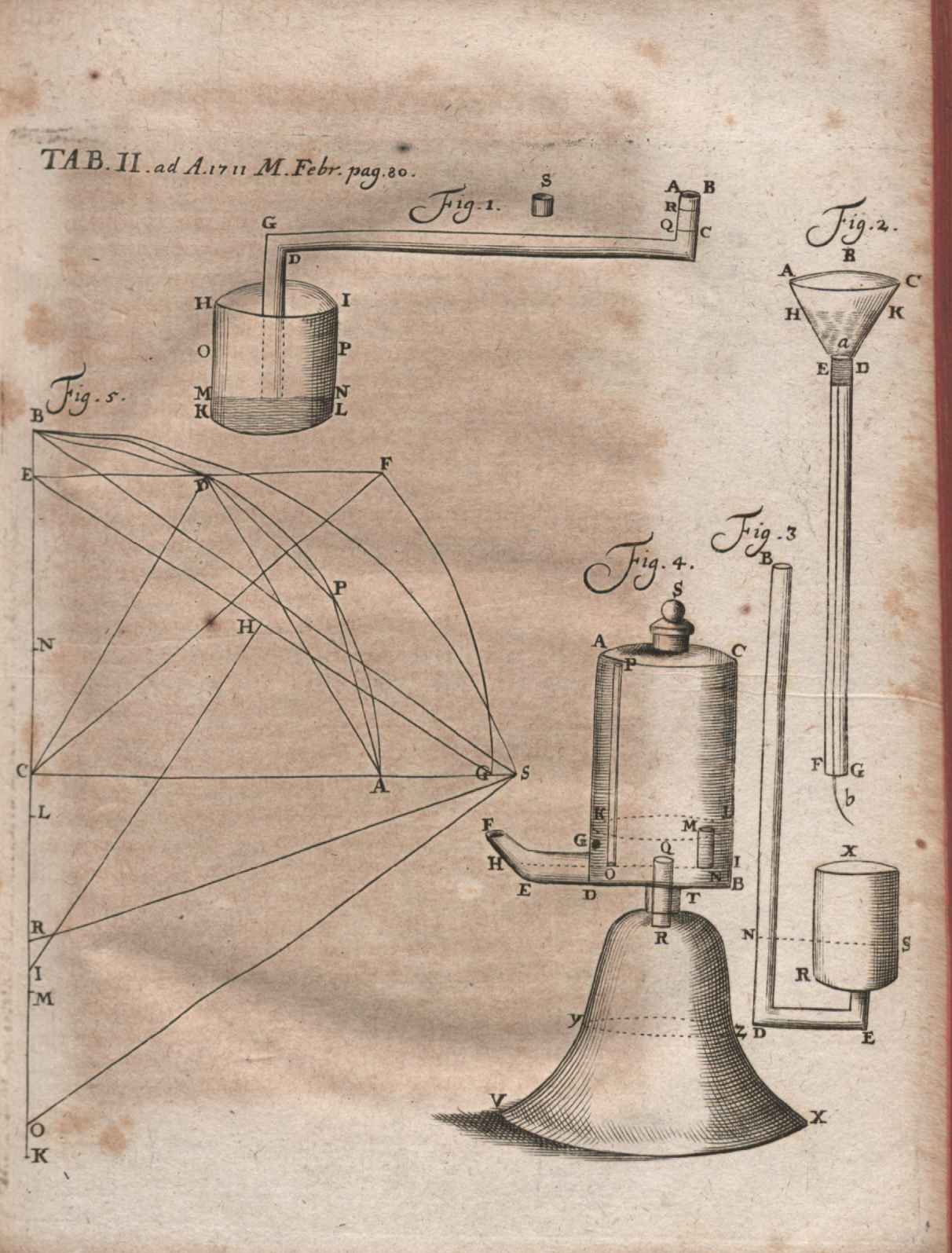
Ilustración desde la reseña de Miscellanea publicada en Acta eruditorum, 1711

- De vorticibus coelestibus, Padua, 1712;

- De motu acquæ mixto, Padua, 1717;

- De castellis por quæ derivantur fluviorum latera convergentia, Padua, 1720;

- Exercitationes Vitruvianæ Venecia, 1739;

- Il tempio di Diana di Efeso (Templo de Diana en Éfeso); Venecia, 1742.

- Memorie istoriche della Gran Cupola del Tempio Vaticano; Roma, 1748.